# سیارک ۴۵۵۰
سیارک ۴۵۵۰ (به انگلیسی: 4550 Royclarke، نامگذاری:1977HH1) چهار هزار و پانصد و پنجاهمین سیارک کشف شده‌است که در ۲۴ آوریل ۱۹۷۷ کشف شد.
قدر مطلق سیارک برابر ۱۲٫۸۰ است.